# Kilburn

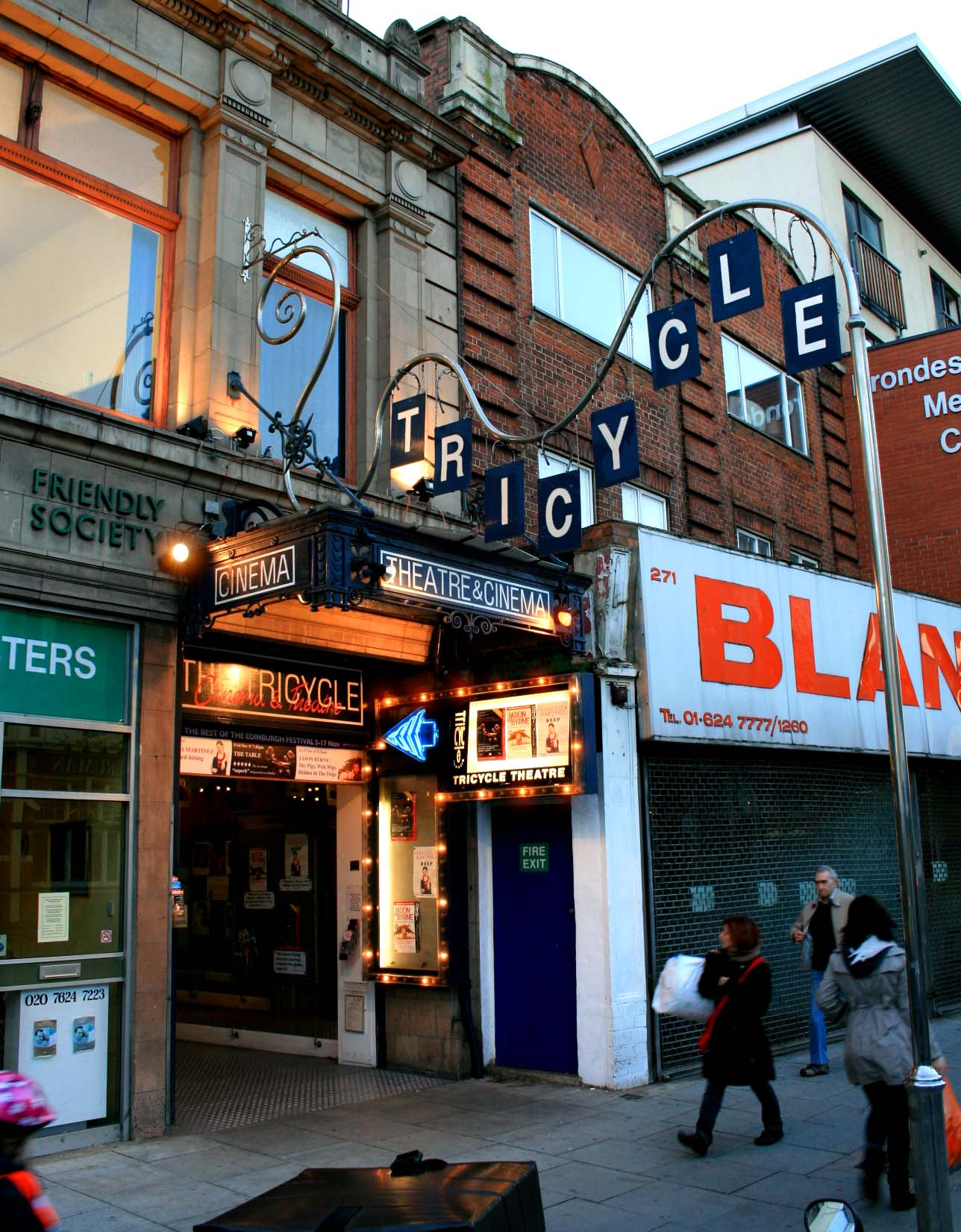
Le Tricycle Theatre.

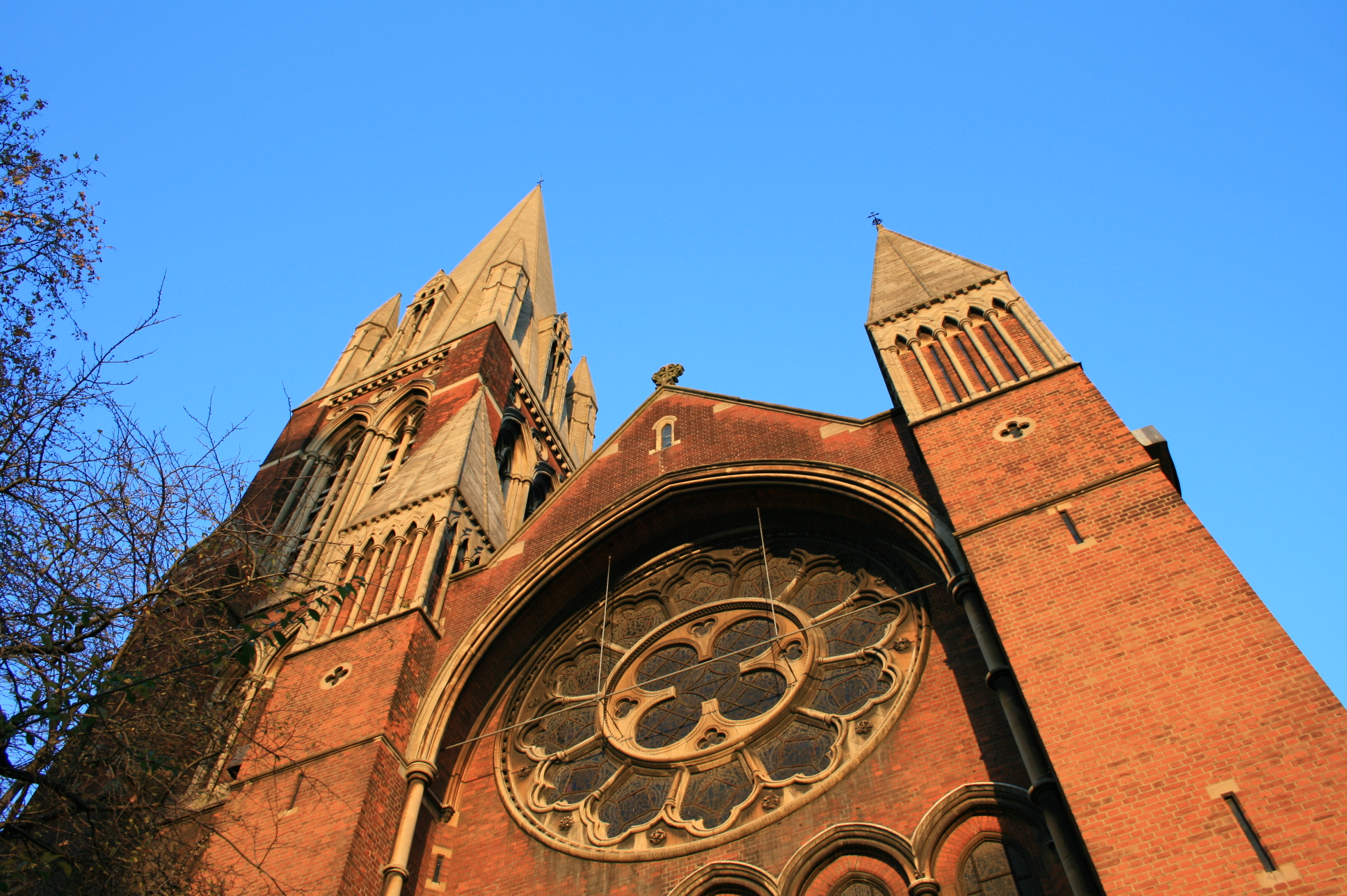
L'église St Augustine's.

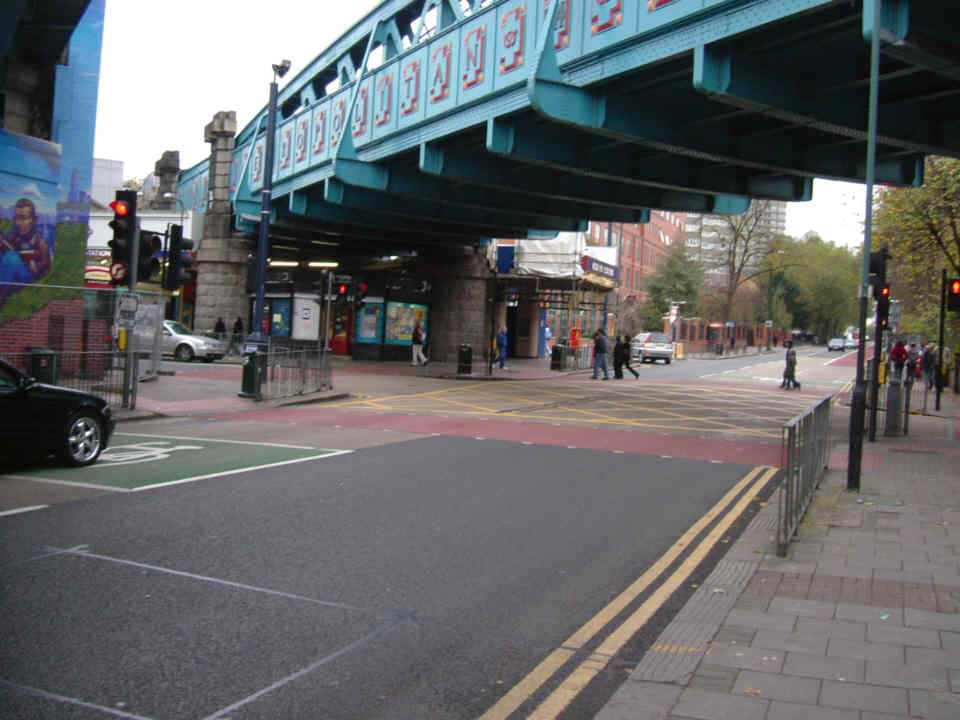
Station de Kilburn.

Kilburn est une zone de la ville de Londres, à cheval sur trois boroughs : Camden, Brent, ainsi qu'une petite partie de la Cité de Westminster. Kilburn est réputé pour être une zone multiethnique avec une forte concentration de population irlandaise. L'axe principal de Kilburn est Kilburn High Road, qui sépare les districts de Camden et de Brent.
Kilburn contient des endroits réputés comme le Gaumont State Cinema, ouvert en 1937, à l'époque le plus grand auditorium du monde, le Tricycle Theatre, ou l'église St Augustine's (en).

## Transport
Kilburn est desservie par les stations de métro suivantes : Kilburn, Kilburn Park, Queen's Park (London Underground) ; par les gares de Brondesbury et de Kilburn High Road (London Overground).

## Habitants célèbres
- Kate Moss
- Lily Allen
- Zadie Smith
- Gavin Rossdale
- Bradley Wiggins
- Marion Hartog